# Granulosacel

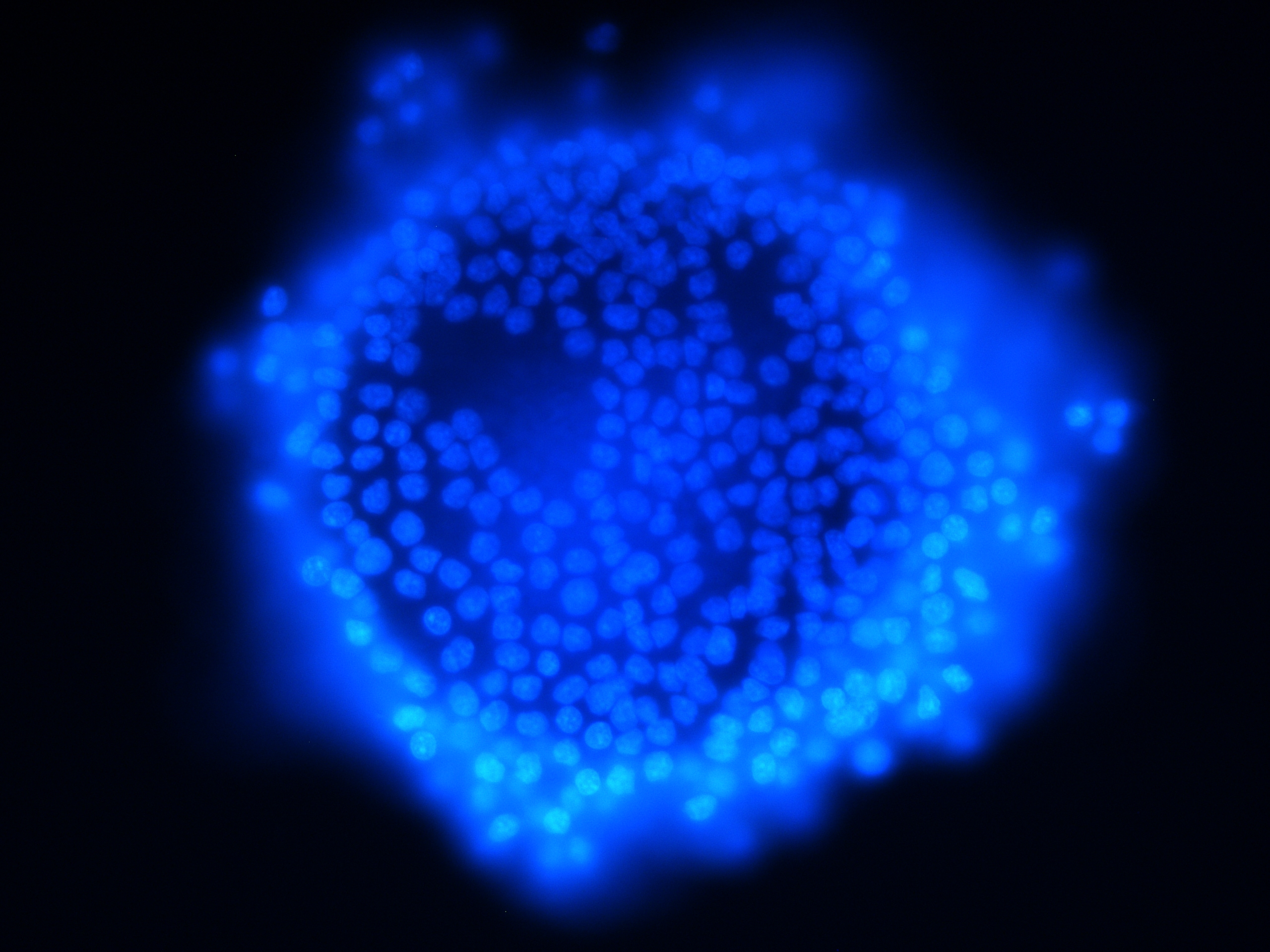
Varkenseicel omgeven door granulosacellen. Fluorescentiemicroscopie, gekleurd met DAPI.

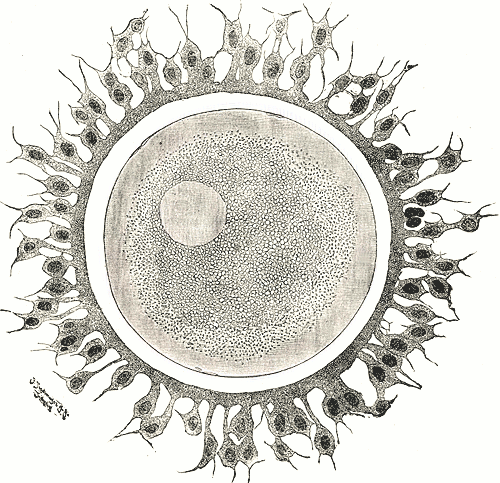
Menselijke eicel met eromheen een witte gordel, de zona pellucida, die weer omgeven wordt door de corona radiata

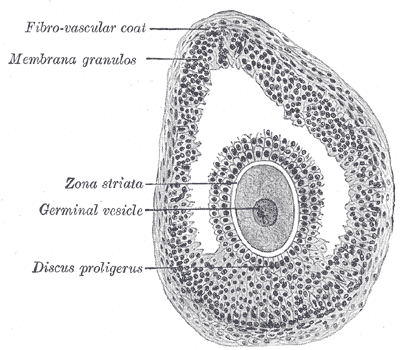
Sectie van een vesiculaire ovariële follikel van een kat. X 50. Het stratum granulosum (granulosacellaag) gemerkt linksboven bevat veel granulosacellen.

Een granulosacel is een somatische cel van de geslachtsstrengen die nauw verbonden is met de zich ontwikkelende oöcyt in de eierstok van zoogdieren. Ze bevinden zich in de granulosacellaag (stratum granulosum) van een follikel en ontwikkelen zich onder invloed van gonadotropines tijdens de rijping van de follikel uit de folliculaire epitheelcellen van de primaire follikel, die vervolgens de secundaire follikel wordt. Thecacellen en granulosacellen vormen samen de stroma van de eierstok.

## Structuur en functie

### Structuur
Bij de mens ondergaat in de loop van ruwweg een jaar de primordiale follikel een serie van kritische veranderingen, zowel histologisch als hormonaal. De primordiale follikel bestaat uit een door afgeplatte granulosacellen omgeven oöcyt.
Bij de secundiaire follikel zijn de afgeplatte granulosacellen kubusachtig geworden. Als de oöcyt is omgeven door één cellaag van kubisachtige granulosacellen wordt van een primaire follikel gesproken. Na de vorming van een tweede laag kubisachtige granulosacellen heet het een secundaire follikel en neemt de oöcyt in grootte toe. In de secundaire follikel wordt een omhulsel van verschillende glycoproteïnen, de zona pellucida gevormd rond de eicel buiten zijn celmembraan. Tussen de celmembraan en de zona pellucida blijft een smal spatium perivitellinum over. Het omringende folliculaire epitheel wordt dan meerlaags en de binnenste laag van granulosacellen wordt stralenvormig, corona radiata genoemd. De cytoplasmatische uitlopers van de binnenste laag granulosacellen gaan door het omhulsel van verschillende glycoproteïnen en staan via gap junctions in direct contact met de eicel.
In de rijpende tertiaire follikel wordt de folliculaire holte (folliculaire antrum) groter met het vocht dat door granulosacellen gevormd wordt (liquor folliculare). In de tertiaire follikel omringt het de cumulus oophorus, die het ei binnen de corona radiata draagt. Een smalle celzone (discus proligerus) verbindt deze met de laag granulosacellen, die nu als stratum granulosum de binnenbekleding van de follikelholtewand vormen.
Naarmate de ontwikkeling verder gaat, differentieert het bindweefsel rond de epitheelcellen en de folliculaire holte zich in twee lagen, de “theca externa” en “theca interna”. De thecacellen van de binnenste vasculaire laag produceren en geven androgene steroïdhormonen en hun voorlopers af; Deze passeren het basaal membraan naar naburige granulosacellen, waar ze worden omgezet onder invloed van het enzym aromatase in oestrogenen, in het bijzonder oestradiol. Een sterk toenemende productie van oestradiol kenmerkt de ovariële follikel.
Zelfs na de eisprong (ovulatie) is de eicel nog omgeven door een laag kubisachtige granulosacellen van de corona radiata grenzend aan de zona pellucida, waarmee signalen worden uitgewisseld. De hele structuur wordt normaal gesproken buiten de eierstok opgenomen door de trilharen van de eileider en via de ampulla tubae uterinae getransporteerd naar de baarmoederholte (“cavitas uteri”).
De cellen van de follikel die na de ovulatie in de eierstok achterblijven, transformeren en slaan lipiden op (“luteïnisatie”). De (afgeplatte) granulosacellen die voorheen de follikelwand bekleedden, worden de granulosa-luteïnecellen van het corpus luteum; ze produceren nu ook progestagenen zoals progesteron.

### Functie
De belangrijkste functies van granulosacellen omvatten de productie van geslachtssteroïden, evenals talloze groeifactoren waarvan wordt gedacht dat ze tijdens de ontwikkeling een interactie aangaan met de oöcyt. De productie van geslachtssteroïden begint met het follikelstimulerend hormoon (FSH) uit de adenohypofyse, waardoor de granulosacellen worden gestimuleerd om androgenen (afkomstig uit de thecacellen) om te zetten in oestradiol door aromatase tijdens de folliculaire fase van de menstruatiecyclus. Na de ovulatie veranderen de granulosacellen echter in granulosa luteïnecellen die progesteron produceren. Het progesteron kan een potentiële zwangerschap in stand houden en zorgt voor de productie van dik baarmoederhalsslijm waardoor sperma niet meer de baarmoeder kan binnendringen.

## Embryologie van ovariële granulosacellen
Bij de ontwikkeling van de urinewegen en voortplantingsorganen tot het urogenitale stelsel komen de oögonia ingestulpt in de crista gonadalis te liggen.
De embryologische oorsprong van granulosacellen blijft controversieel. In de jaren zeventig van de twintigste eeuw kwam er bewijs naar voren dat de eerste cellen die contact maakten met de oögonia van mesonefrische oorsprong waren. Er werd gesuggereerd dat mesonefrische cellen die al nauw verbonden waren met de oogonia, zich tijdens de ontwikkeling verspreidden voor het vormen van de granulosacellaag. Onlangs is deze hypothese uitgedaagd met een grondige histologie. Sawyer et al. veronderstelde dat bij schapen de meeste granulosacellen zich ontwikkelen uit cellen van het mesotheel (dat wil zeggen epitheelcellen uit het vermoedelijke oppervlakte-epitheel van de eierstok). In 2013 werd voorgesteld dat zowel de granulosacellen als de epitheelcellen van het eierstokoppervlak in plaats daarvan zijn afgeleid van een voorlopercel die de gonadale epitheelachtige cel wordt genoemd.

## Ovariumveroudering
Bij de vrouwelijke resusaap neemt dubbelstrengige DNA-breuken met de leeftijd toe in het aantal granulosacellen, en het vermogen om dergelijke DNA-breuken te repareren neemt af met de leeftijd. Deze veranderingen op DNA-niveau in granulosacellen kunnen bijdragen aan veroudering van de eierstokken.

## Granulosaceltumoren
Granulosaceltumoren (GCT's) zijn zeer zeldzame kwaadaardige tumoren van de eierstok. Volwassen granulosaceltumoren (AGCT’s) hebben in 95 procent van de gevallen een mutatie in hun FOXL2-gen.

## Fotogalerij

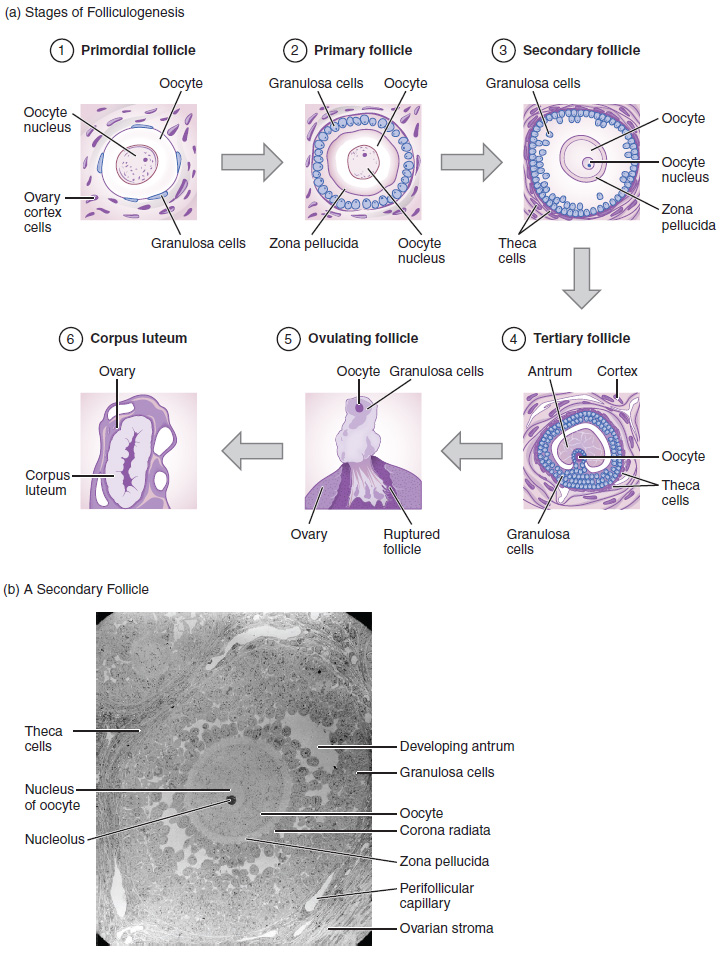
Schema van de rijping van een follikel
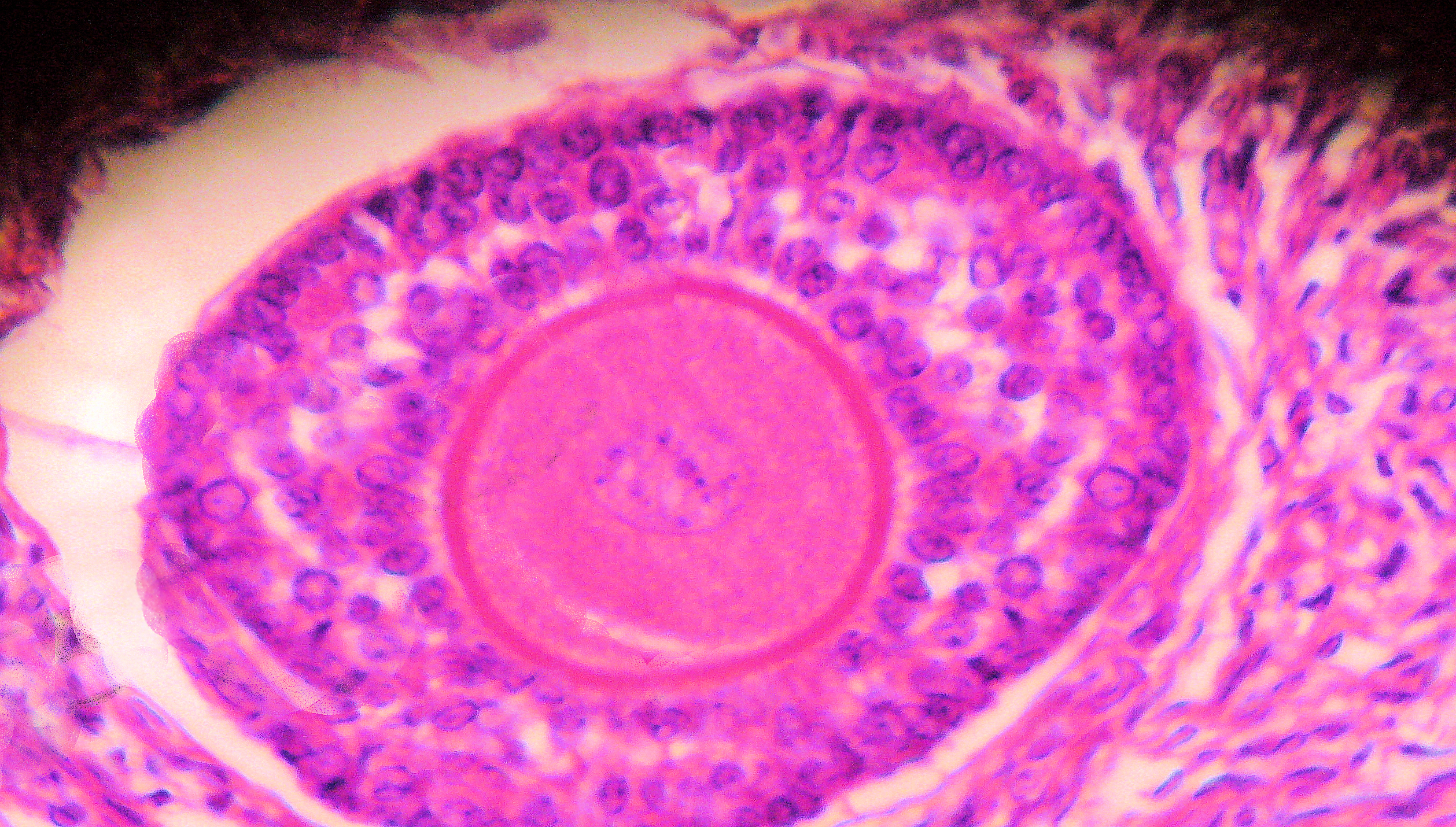
Een menselijke primair follikel. De ronde oöcyt die in het midden rood gekleurd is, is omgeven door een laag granulosacellen, die worden omhuld door het basaal membraan en thecacellen. De vergroting bedraagt ongeveer 1000 keer. (H&E-kleuring)
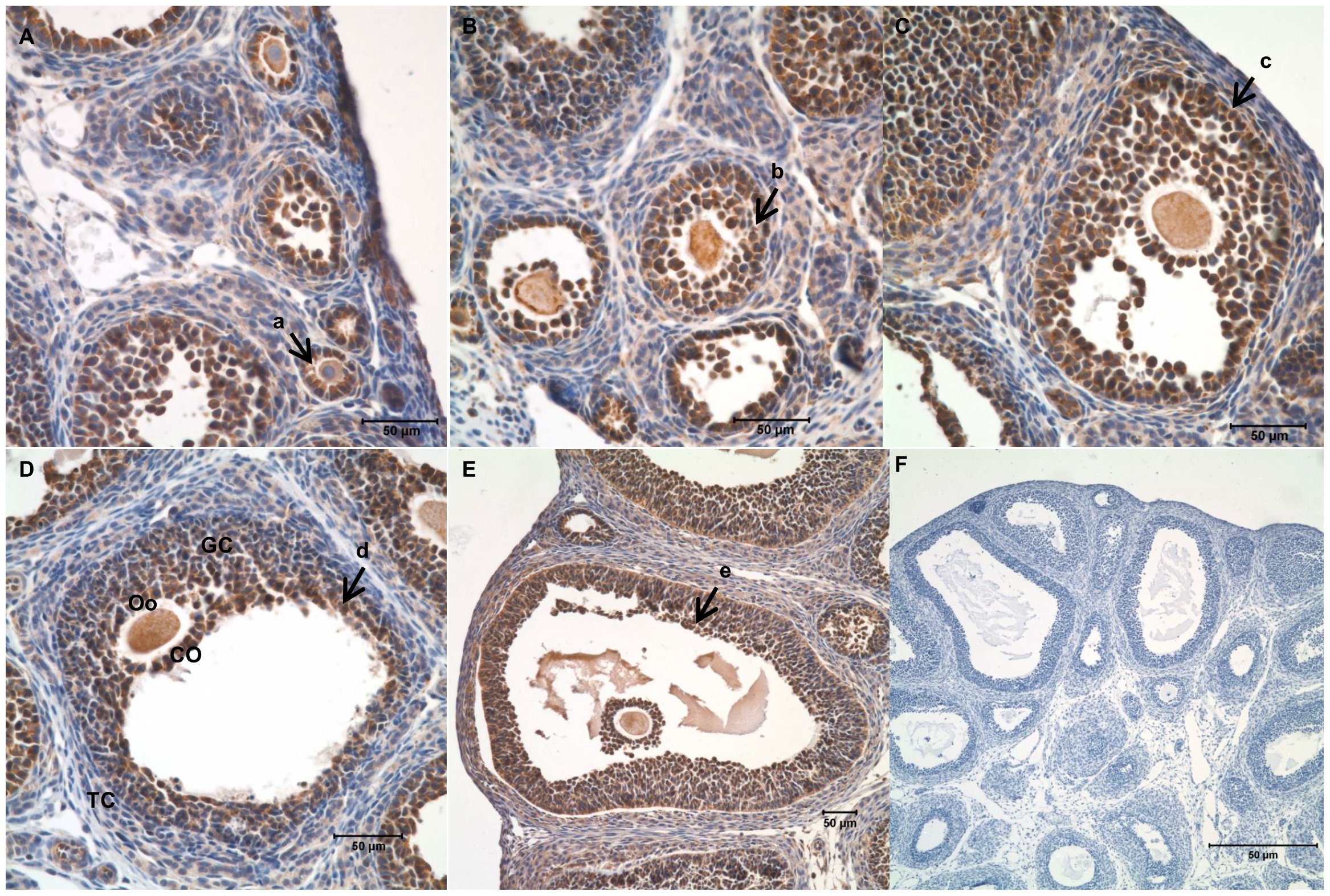
a: primaire follikel, b: pre-secundaire follikel, c: vroeg-secundaire follikel, d: secundaire follikel, e: rijpe (tertiaire) follikel. TC: thecacellen, GC: granulosacellen, Oo: eicel, CO: cumulus oophorus.
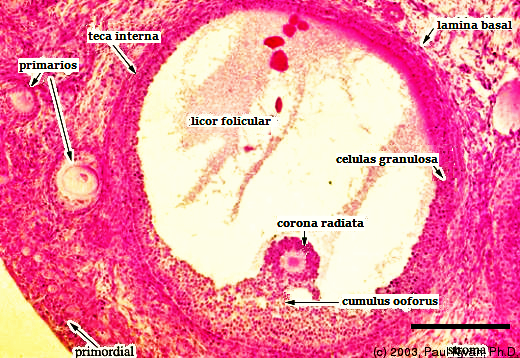
Secundair follikel
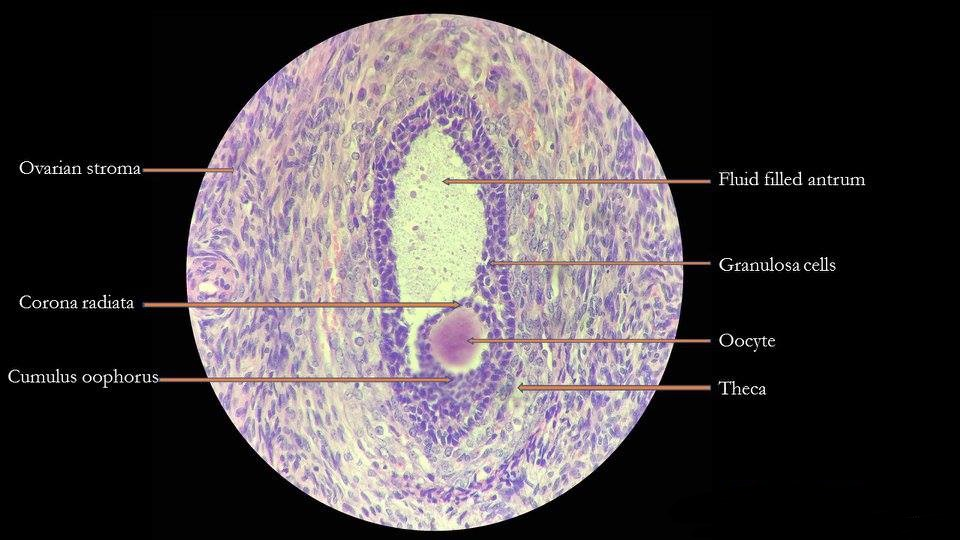
Follikel
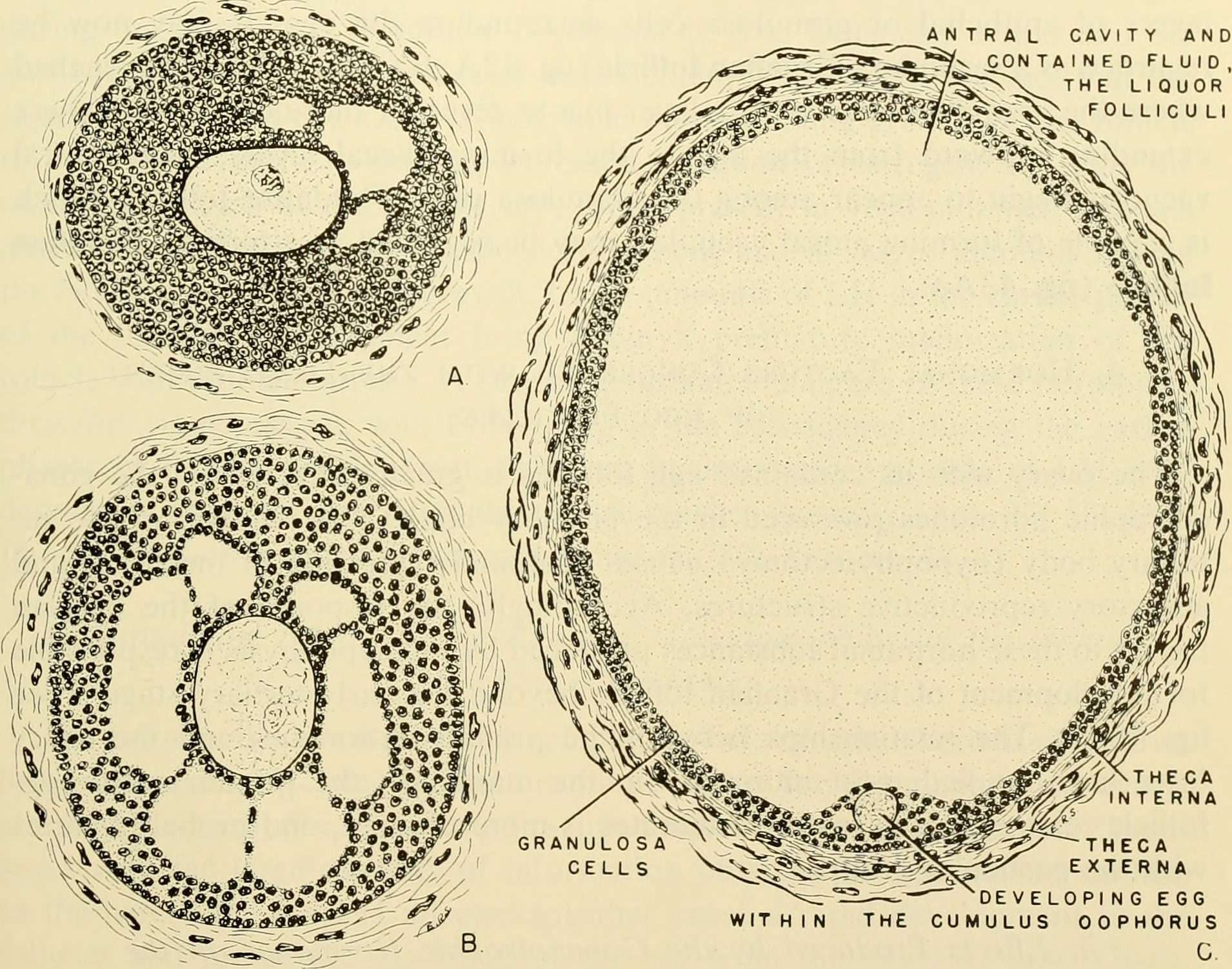
Tertiaire follikel in de eierstok van de buidelrat.
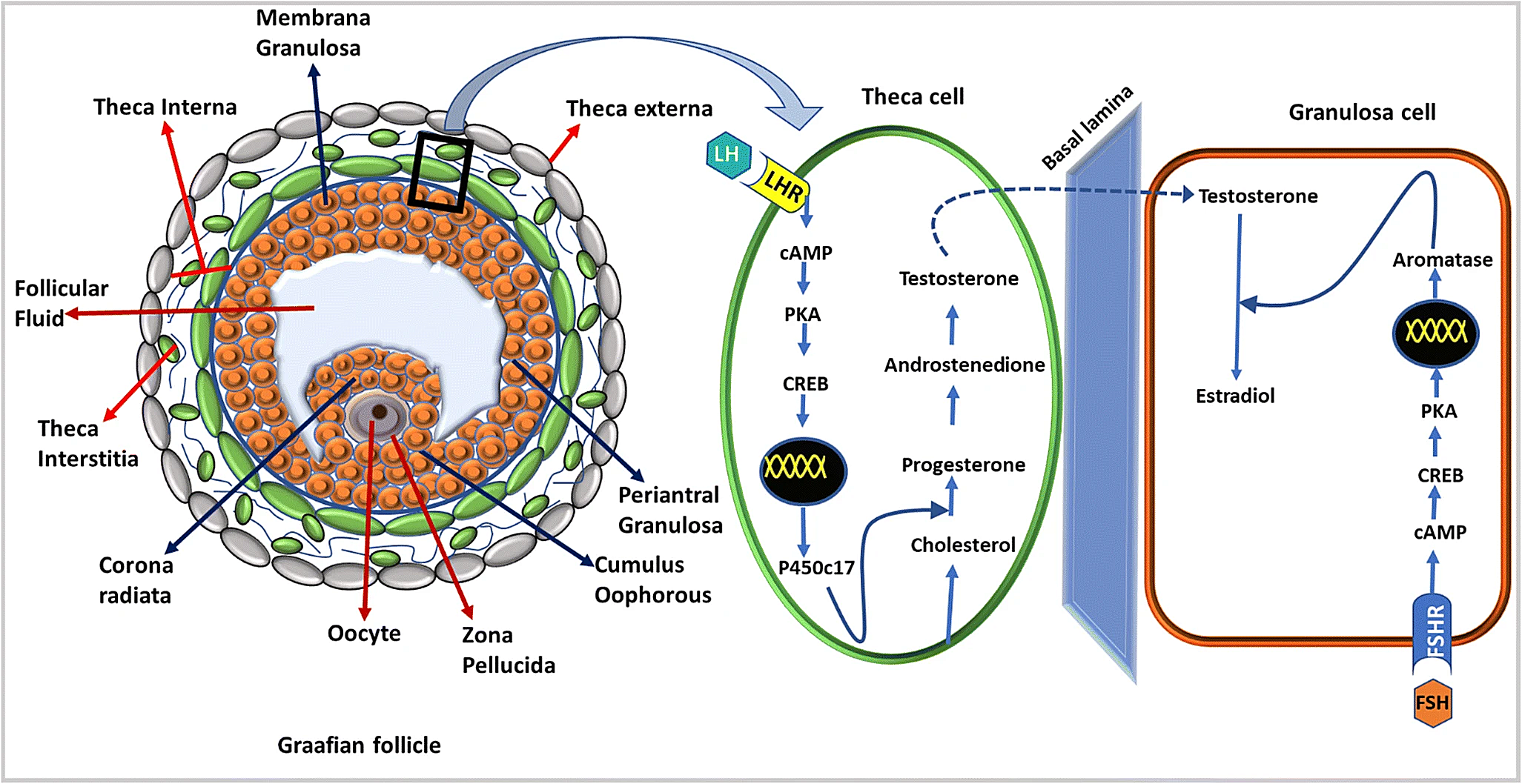
Steroïdogenese in theca- en granulosacellen.
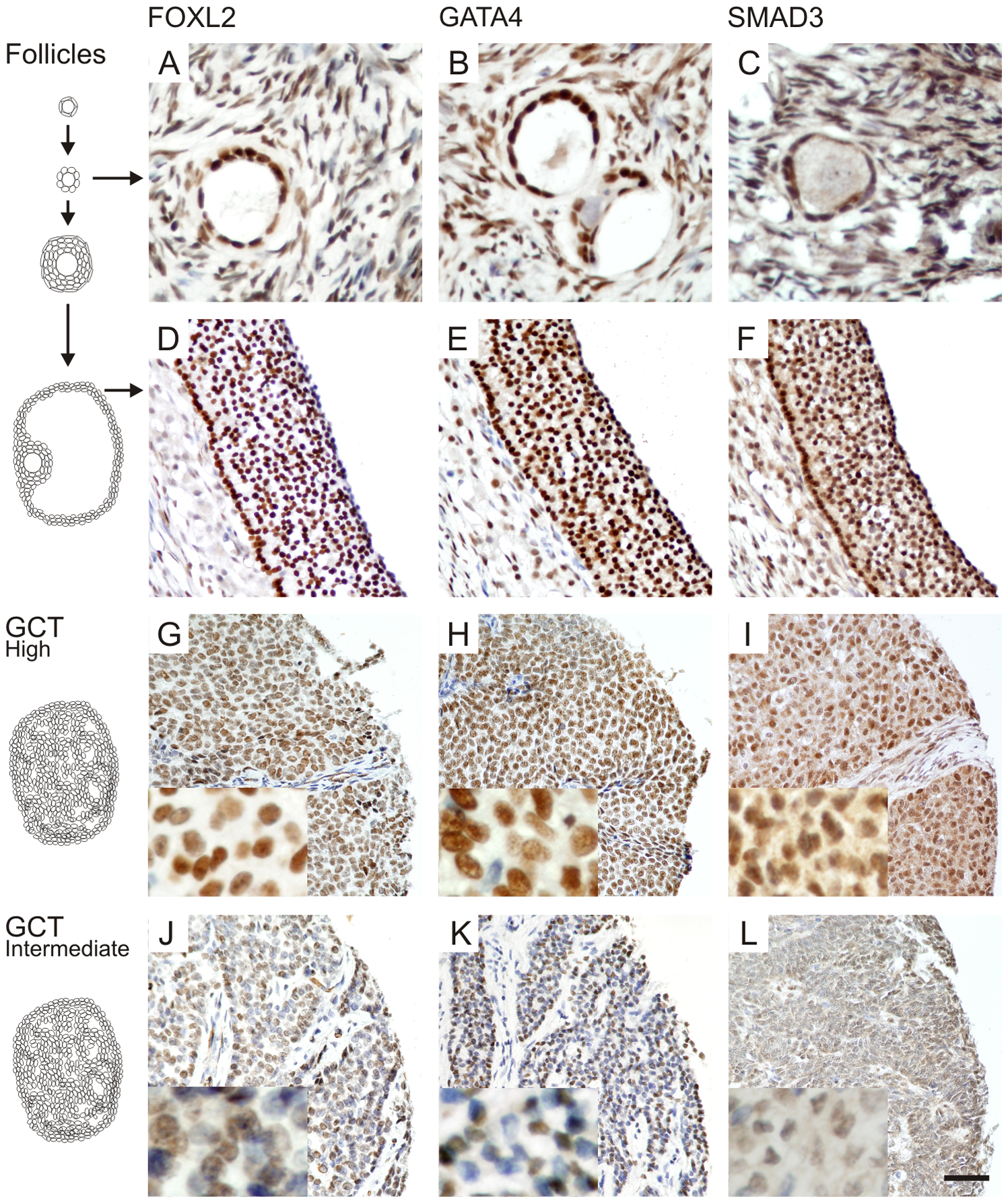
Granulosacellen in eierstokkanker